# 王高徳
王 高徳（おう こうとく、生没年不詳）は、高句麗の平原王代の大丞相。高句麗人の人名は基本的に高句麗滅亡まで中国化することはなかった。王高徳は、漢姓・漢名の中国人名であるため、313年の高句麗の攻撃により崩壊した楽浪郡の中国系豪族・楽浪王氏の遺民とみられる。

## 概要
『続高僧伝』及び『海東高僧伝』によると、平原王十八年（576年）に大丞相だった王高徳によって義淵が中国に派遣され、中国仏教界で一番仰がれた法上大碩徳に会い、高句麗の大乗仏教と大乗戒律が成立した。